# Damernas förföljelse i bancykling vid olympiska sommarspelen 2004
Damernas individuella förföljelse i bancykling vid olympiska sommarspelen 2004 ägde rum i Athens Olympic Sports Complex.

## Medaljörer
| Event                | Guld                    | Silver                   | Brons                              |
| Damernas förföljelse | Sarah Ulmer Nya Zeeland | Katie Mactier Australien | Leontien van Moorsel Nederländerna |

## Resultat

### Kvalifikation
| Tid        | Plats  | Cyklist                 |        |
| Heat 1     | Heat 1 | Heat 1                  | Heat 1 |
| ---------- | ------ | ----------------------- | ------ |
| 3:54.372   | 11:a   | Lenka Valova (CZE)      |        |
| 3:56.055   | 12:a   | Evelyn Garcia (ESA)     |        |
| Heat 2     |        |                         |        |
| 3:35.430   | 9:a    | María Luisa Calle (COL) |        |
| 3:36.992   | 10:a   | Erin Mirabella (USA)    |        |
| Heat 3     |        |                         |        |
| 3:31.236 Q | 4:a    | Katherine Bates (AUS)   |        |
| 3:35.069 Q | 7:a    | Emma Davies (GBR)       |        |

| Tid           | Plats  | Cyklist                             |        |
| Heat 4        | Heat 4 | Heat 4                              | Heat 4 |
| ------------- | ------ | ----------------------------------- | ------ |
| 3:33.709 Q    | 5:a    | Elena Chalykh (RUS)                 |        |
| 3:34.746 Q    | 6:a    | Karin Thürig (SUI)                  |        |
| Heat 5        |        |                                     |        |
| 3:29.945 Q    | 2:a    | Katie Mactier (AUS)                 |        |
| 3:30.422 Q    | 3:a    | Leontien Zijlaard-van Moorsel (NED) |        |
| Heat 6        |        |                                     |        |
| 3:26.400 WR Q | 1:a    | Sarah Ulmer (NZL)                   |        |
| 3:35.177 Q    | 8:a    | Olga Slyusareva (RUS)               |        |

### Matchomgångar
| Tid        | Plats  | Cyklist                             |        |
| Heat 1     | Heat 1 | Heat 1                              | Heat 1 |
| ---------- | ------ | ----------------------------------- | ------ |
| 3:34.743 Q | 4:a    | Katherine Bates (AUS)               |        |
| 3:36.442   | 7:a    | Elena Chalykh (RUS)                 |        |
| Heat 2     |        |                                     |        |
| 3:28.747 Q | 3:a    | Leontien Ziljaard-van Moorsel (NED) |        |
| 3:34.831   | 5:a    | Karin Thürig (SUI)                  |        |
| Heat 3     |        |                                     |        |
| 3:28.095 Q | 2:a    | Katie Mactier (AUS)                 |        |
| Overlapped | 8:a    | Emma Davies (GBR)                   |        |
| Heat 4     |        |                                     |        |
| 3:27.444 Q | 1:a    | Sarah Ulmer (NZL)                   |        |
| 3:36.263   | 6:a    | Olga Slyusareva (RUS)               |        |

### Medaljmatcher
| Plats | Cyklost             | Tid         |
| ----- | ------------------- | ----------- |
| 1     | Sarah Ulmer (NZL)   | 3:24.537 WR |
| 2     | Katie Mactier (AUS) | 3:27.650    |

| Plats | Cyklist                             | Tid      |
| ----- | ----------------------------------- | -------- |
| 1     | Leontien Zijlaard-van Moorsel (NED) | 3:27.037 |
| 2     | Katherine Bates (AUS)               | 3:31.715 |